# Marie Brolin-Tani
Marie Brolin-Tani född 19 oktober 1958 i Stockholm Sverige.
Brolin-Tani växte upp i en musik- och teaterintresserad familj i Stockholm. Hennes pappa Lars Brolin arbetade som violinist vid Operan. Hon började som 16-åring att studera vid balettakademien i Stockholm. Senare studerade hon dans vid London School of Contemporary Dance och vid École Joseph Russillo i Paris.
Sedan hon hade avlagt studentexamen i Helsingborg 1980 började hon själv att undervisa. Hon engagerades till Den Jyske Opera i Århus 1982 och när tjänsten blev fast 1984 flyttade hon tillsammans med sin man Hans-Olof Tani permanent till Århus. Hon skapade en unik dansmiljö vid teatern som ledde till bildandet av Århus Danseteater. Hon debuterade som koreograf 1987 med uppsättningen av Ikaros. Tillsammans med Carl Nielsen och Århus Symfoniorkester skapade hon 1998 en uppsättning av Kung Lear som senare sattes upp i Pretoria Sydafrika.